# Argo (Q151)
Pour les articles homonymes, voir Argo.
L'Argo est un sous-marin français de la classe 1 500 tonnes. Lancé en 1929, il appartient à la série M6. Il est l'un des cinq sous-marins de cette classe, sur trente-et-un, à survivre à la Seconde Guerre mondiale.

## Histoire

### Développement
L'Argo fait partie d'une série assez homogène de 31 sous-marins océaniques de grande patrouille, aussi dénommés 1 500 tonnes en raison de leur déplacement. Tous sont entrés en service entre 1931 (Redoutable) et 1939 (Sidi-Ferruch).
Longs de 92,30 mètres et larges de 8,10, ils ont un tirant d'eau de 4,40 mètres et peuvent plonger jusqu'à 80 mètres. Ils déplacent en surface 1 572 tonnes et en plongée 2 082 tonnes. Propulsés en surface par deux moteurs diesel d'une puissance totale de 6 000 chevaux, leur vitesse maximum est de 18,6 nœuds. En plongée, la propulsion électrique de 2 250 chevaux leur permet d'atteindre 10 nœuds.
Appelés aussi « sous-marins de grandes croisières », leur rayon d'action en surface est de 10 000 milles nautiques à 10 nœuds et en plongée de 100 milles nautiques à 5 nœuds.
Mis en chantier le 25 août 1927 avec le numéro de coque Q151, l'Argo est lancé le 11 avril 1929 et mis en service le 12 février 1933.

### Seconde Guerre mondiale
Il est affecté, au début de la Seconde Guerre mondiale, à la 4e division de sous-marins, basée à Brest, qu'il forme avec Le Centaure, le Pascal et le Henri Poincaré.
À partir du 19 septembre 1939, il assure avec Le Centaure la surveillance des Açores et des Canaries, où s'est réfugiée une partie de la flotte de commerce allemande, suspectée de servir de ravitailleurs aux U-Boote allemands. La 4e DSM est affectée à Casablanca à partir du 6 février 1940. Il reste avec Le Centaure au Maroc jusqu'au 16 août 1942, lorsqu'ils sont transférés à Dakar pour former, avec l'Archimède, la 3e division. Ils échappent ainsi aux combats de l'opération Torch et constituent les meilleures unités de la flotte sous-marine de la France combattante, avec le Casabianca et Le Glorieux.
Les sous-marins français sont alors tour à tour envoyés aux États-Unis pour une modernisation, en raison de leur vétusté. L'Argo quitte Dakar en août 1943 mais, jugé trop fatigué pour une refonte complète, il est transféré dans les écoles d'écoute sous-marine de New London puis de Key West. Rentré en France en mars 1945, il est désarmé le 26 avril 1946.

## Personnalités ayant servi sur le navire
- François Drogou (1904-1940), Compagnon de la Libération.